# Hibbing
Hibbing is een plaats (city) in de Amerikaanse staat Minnesota, en valt bestuurlijk gezien onder St. Louis County.

## Demografie
Bij de volkstelling in 2000 werd het aantal inwoners vastgesteld op 17.071.
In 2006 is het aantal inwoners door het United States Census Bureau geschat op 16.295, een daling van 776 (-4.5%).

## Geografie
Volgens het United States Census Bureau beslaat de plaats een oppervlakte van
483,0 km², waarvan 470,5 km² land en 12,5 km² water. Hibbing ligt op ongeveer 479 m boven zeeniveau.

## Trivia
Bob Dylan bracht er zijn schooljaren door.

## Plaatsen in de nabije omgeving
De onderstaande figuur toont nabijgelegen plaatsen in een straal van 20 km rond Hibbing.